# Natuurreservaat Tafelberg
Koordinaten: 4° 8′ 8″ N, 56° 6′ 54″ W
Das Natuurreservaat Tafelberg ist ein Naturschutzgebiet in Suriname mit einem Gebiet von 140.000 Hektar.
Das Naturschutzgebiet Tafelberg wurde im Jahr 1966 gegründet, es besteht hauptsächlich aus Tropischem Regenwald, Savanne und Wasserfällen. Neben einer besonderen Flora leben dort Kaimane, Brüllaffen und Jaguare.
In einem staatlichen Dekret von 1998 wurde es offiziell fusioniert mit dem Naturreservat Raleighvallen und dem Naturreservat Eilert de Haan zum Zentral-Suriname-Naturschutzgebiet.
Der Name des Reservats ist auch der Name eines der höchsten Berge Surimanes, des Tafelbergs (1026 Meter).